# Велеија Романа (Пјаченца)
Велеија Романа је насеље у Италији у округу Пјаченца, региону Емилија-Ромања.
Према процени из 2011. у насељу је живело 8 становника. Насеље се налази на надморској висини од 466 м.